# Aconitum longecassidatum
Aconitum longecassidatum är en ranunkelväxtart som beskrevs av Takenoshin Nakai. Aconitum longecassidatum ingår i släktet stormhattar, och familjen ranunkelväxter. Inga underarter finns listade i Catalogue of Life.